# Bamford (Inghilterra)
Bamford è un villaggio e parrocchia civile dell'Inghilterra, appartenente alla contea del Derbyshire.